# Новый общий каталог

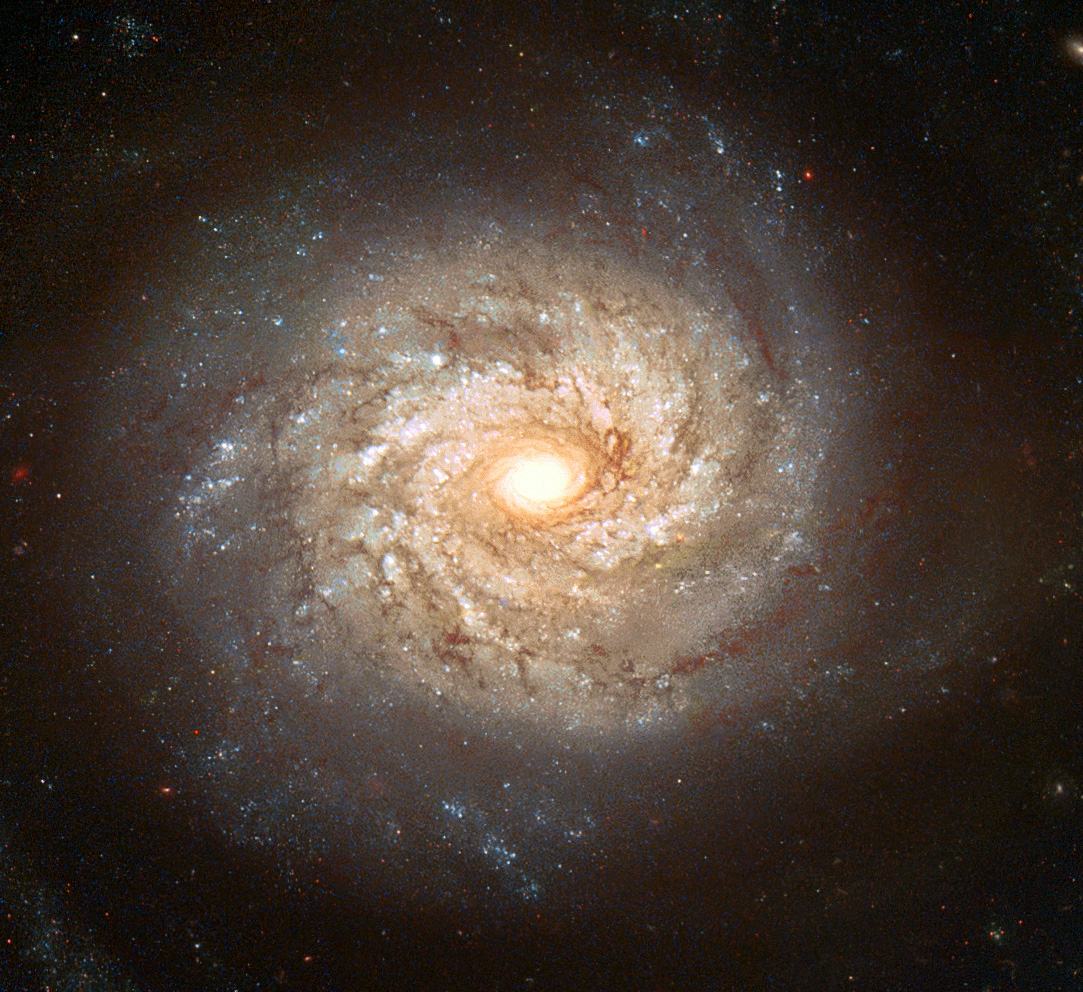
Спиральная галактика NGC 3982

Новый общий каталог туманностей и звёздных скоплений (англ. New General Catalogue of Nebulae and Clusters of Stars или NGC) — наиболее известный в любительской астрономии каталог объектов далёкого космоса.
Каталог является одним из крупнейших неспециализированных каталогов, поскольку включает в себя все типы объектов далёкого космоса (он не специализируется, например, только на галактиках). Содержит 7840 записей.
Каталог был составлен в 1880-х годах Джоном Людвигом Эмилем Дрейером в основном по данным наблюдений Уильяма Гершеля, а затем последовательно расширен двумя Индекс-каталогами (IC I и IC II), добавившими ещё 5326 записей.
Объекты небосвода Южного полушария были каталогизированы в меньшей степени, но многие наблюдались Джоном Гершелем. «Новый общий каталог» содержал много ошибок, которые в большинстве своём были устранены в «Пересмотренном Новом общем каталоге».